# Hermaniwka (obwód charkowski)
Hermaniwka (ukr. Германівка) – wieś na Ukrainie, w obwodzie charkowskim, w rejonie krasnohradzkim, w hromadzie Sachnowszczyna. W 2001 liczyła 173 mieszkańców, wśród których 160 wskazało jako ojczysty język ukraiński, 10 rosyjski, 1 mołdawski, 1 białoruski, a 1 romski.